# Качинский каньон (заказник)
Ка́чинский каньо́н (укр. Качинський каньон, крымскотат. Qaçı deresi, Къачы дереси) — геологический заказник общегосударственного значения на территории Бахчисарайского района (Крым). Создан 28 октября 1974 года. Площадь — 100 га. Землепользователь — Бахчисарайский ГЛХ (государственное лесное хозяйство).

## История
Заказник основан Постановлением Совета Министров УССР 28.10.74 г. № 500 на базе памятника природы, основанного в 1969 году.

## Описание
Заказник создан с целью сохранения геологических особенностей каньона.
Территория заказника охватывает одноименный каньон на территории долины реки Кача и Михайловского лесничества (квадраты 55-57 и 61) Бахчисарайского района.
Пробитый горной рекой в гряде, каньон достигает 140 м глубины и 150 м в ширину. На скалистых белокаменных склонах, сложенных известняками и мергелями.
Ближайшие населённые пункты — из-за вытянутой формы объекта с запада на восток: сёла Кудрино, Машино (частично расположено на территории заказника) и Предущельное, город — Бахчисарай.

## Природа
Леса представлены такими породами деревьев дуб пушистый и скальный, граб восточный, лещина; кустарниковые зарослиː боярышника, шиповника, держидерева, барбариса. На склонах  — ценные растительные группировки с участием эндемичных для Крыма видов (чабер крымский, румия критмолистная, лагозерис пурпурная и др.)